# Paul Schaffer
Ne doit pas être confondu avec Paul Schäfer.
Pour les articles homonymes, voir Schaffer.
Paul Schaffer, né le 27 novembre 1924 à Vienne (Autriche) et mort le 6 août 2020 à Neuilly-sur-Seine, est un électronicien et industriel français d'origine autrichienne, déporté au camp d'Auschwitz de 1942 à 1945.
Issu d'une famille de confession juive réfugiée en France en 1940, il est déporté à le 4 septembre 1942, mais échappe à la mort, contrairement à sa mère et à sa sœur.
Président d'honneur du Comité français pour Yad Vashem, il était aussi membre du bureau de la Fondation pour la mémoire de la Shoah.

## Biographie

### Origines familiales et enfance (1924-1938)
Paul Schaffer est issu d'une famille juive de la république d'Autriche.
Il est le fils de Sali Schaffer, née le 3 juillet 1901 à Kiev (alors en Russie).
Il a une sœur, Anna, née le 1er août 1923 à Tarnopol, ville alors polonaise (aujourd'hui Ternopil en Ukraine).
Il passe une enfance heureuse en Autriche, entouré de ses parents, de sa sœur et de sa grand-mère,.

### De l'Anschluss (1938) à l'arrestation (1942)
En mars 1938, l’Autriche est annexée par l'Allemagne du Troisième Reich dirigé depuis 1933 par Hitler. La famille Schaffer s’exile alors en Belgique, à Bruxelles.
En 1939, la guerre commence entre la France et l'Allemagne, dont l'armée attaque les Pays-Bas et la Belgique, pays pourtant neutres, en même temps que la France en mai 1940. Des milliers de réfugiés cherchent à échapper à la guerre et à l'avance de l'armée allemande.
La famille Schaffer quitte la Belgique et se réfugie à Revel en Haute-Garonne. Après l'armistice du 22 juin 1940, ce département se trouve dans la zone non occupée. Paul y apprend le métier d’ébéniste.
À la fin de 1940, la famille reçoit l'ordre de se rendre au camp d'Agde (Hérault), qui héberge alors surtout des juifs allemands et autrichiens. Mais grâce à une intervention, ils sont finalement assignés à résidence à Revel.
Après la rafle du Vélodrome d'Hiver à Paris (juillet 1942), les Allemands obtiennent du gouvernement de Vichy (Laval) que les juifs étrangers de zone libre soient arrêtés et renvoyés en zone occupée.
Paul Schaffer est arrêté le 26 août 1942 et emmené au camp de Drancy, ainsi que sa mère et sa sœur. Son père, hospitalisé, n'est pas arrêté, mais il meurt peu de temps après.

### La déportation (septembre 1942-avril 1945)
Le 4 septembre 1942 (il a 17 ans), il est déporté au camp d'Auschwitz avec sa mère (41 ans) et sa sœur (19 ans) par le convoi no 28.
Les deux femmes sont gazées dès leur arrivée, tandis que Paul est affecté à des camps de travail (Tarnowitz, Schoppinitz, puis à Birkenau). En 1944, il est transféré au camp de Bobrek, dépendance d'Auschwitz III, liée à une usine métallurgique de la société Siemens, un petit camp (environ 300 personnes). En juillet 1944, il y rencontre Simone Jacob, future Simone Veil.
En janvier 1945, tous les camps du complexe d'Auschwitz sont évacués devant l'avance de l'Armée rouge. Les internés de Bobrek sont conduits en marche forcée jusqu'à Gleiwitz, puis sont amenés en train à Bergen-Belsen, où les survivants sont libérés par les Britanniques en avril 1945 (notamment les sœurs Jacob). Mais Paul Schaffer réussit à s'évader avec un camarade au cours du trajet en train et à rejoindre les lignes soviétiques. Ils séjournent ensuite à Cracovie jusqu'à leur rapatriement.

### L'après-guerre

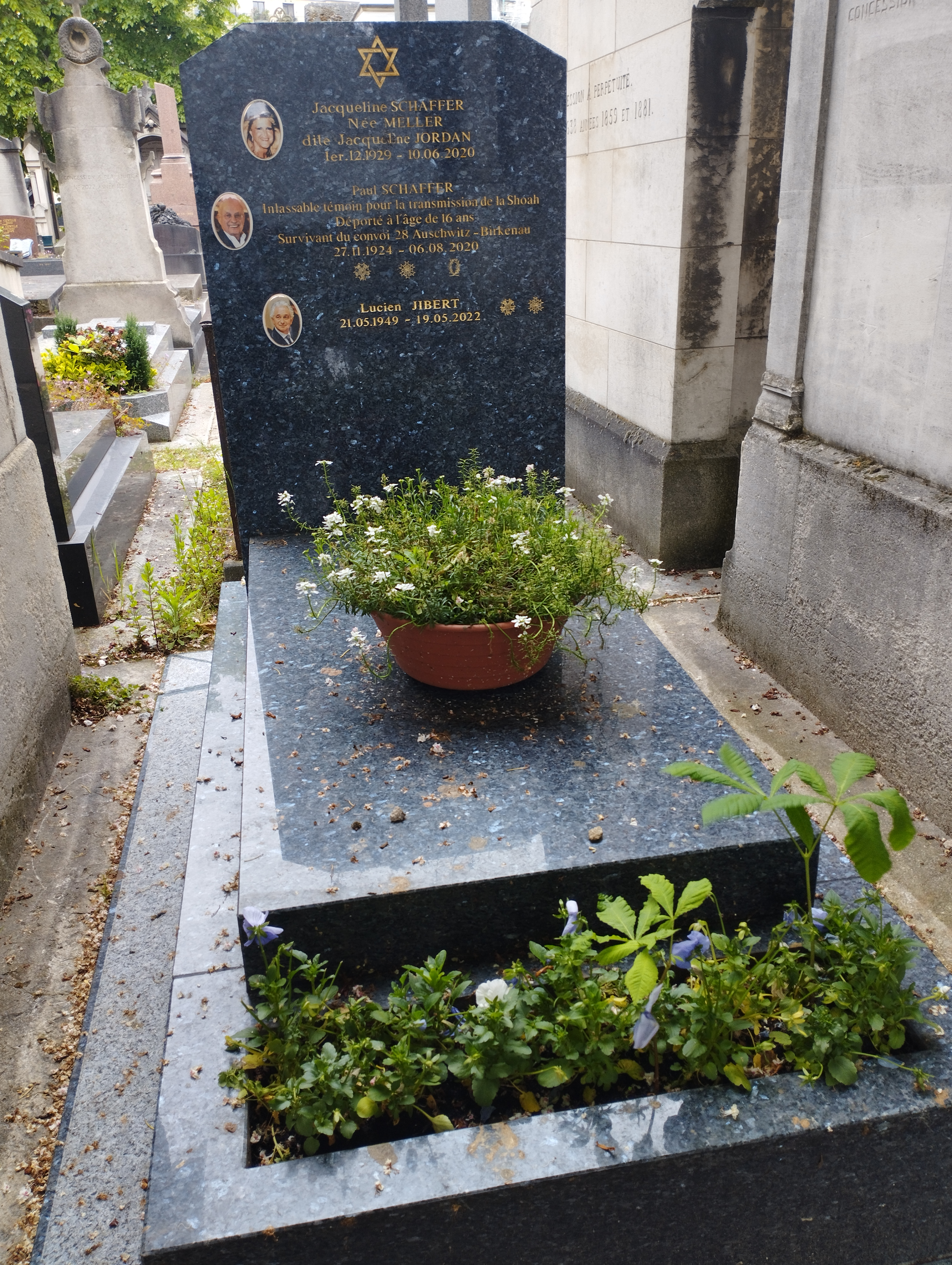
Tombe de Paul Schaffer au cimetière de Passy (division 3).

Après la Seconde Guerre mondiale, Paul Schaffer rentre en France à Toulouse.
Il obtient une bourse et reprend ses études en 1945. Diplômé en électronique, il entame une carrière dans l’industrie, après avoir enseigné dans une école professionnelle juive de l’Organisation Reconstruction Travail.
En 2003, il rédige ses mémoires.
Il devient président d'honneur du Comité français pour Yad Vashem et membre du bureau de la Fondation pour la mémoire de la Shoah.
Il est inhumé au cimetière de Passy (division 3).

## Distinctions
- Officier de la Légion d'honneur (31 décembre 2012)[12],[13]
- Citoyen d’honneur de la ville de Revel en Haute-Garonne[1].

## Mémoires
- Le Soleil voilé, Éditions Société des Écrivains, 2003 : récit de sa déportation à Auschwitz.